# Šuica (Tomislavgrad)
Pour les articles homonymes, voir Šuica.
Šuica (en cyrillique : Шуица) est un village de Bosnie-Herzégovine. Il est situé dans la municipalité de Tomislavgrad, dans le canton 10 et dans la fédération de Bosnie-et-Herzégovine. Selon les premiers résultats du recensement bosnien de 2013, il compte 1 876 habitants.

## Géographie
Le village est situé dans la vallée de la Šuica et au bord de la rivière.

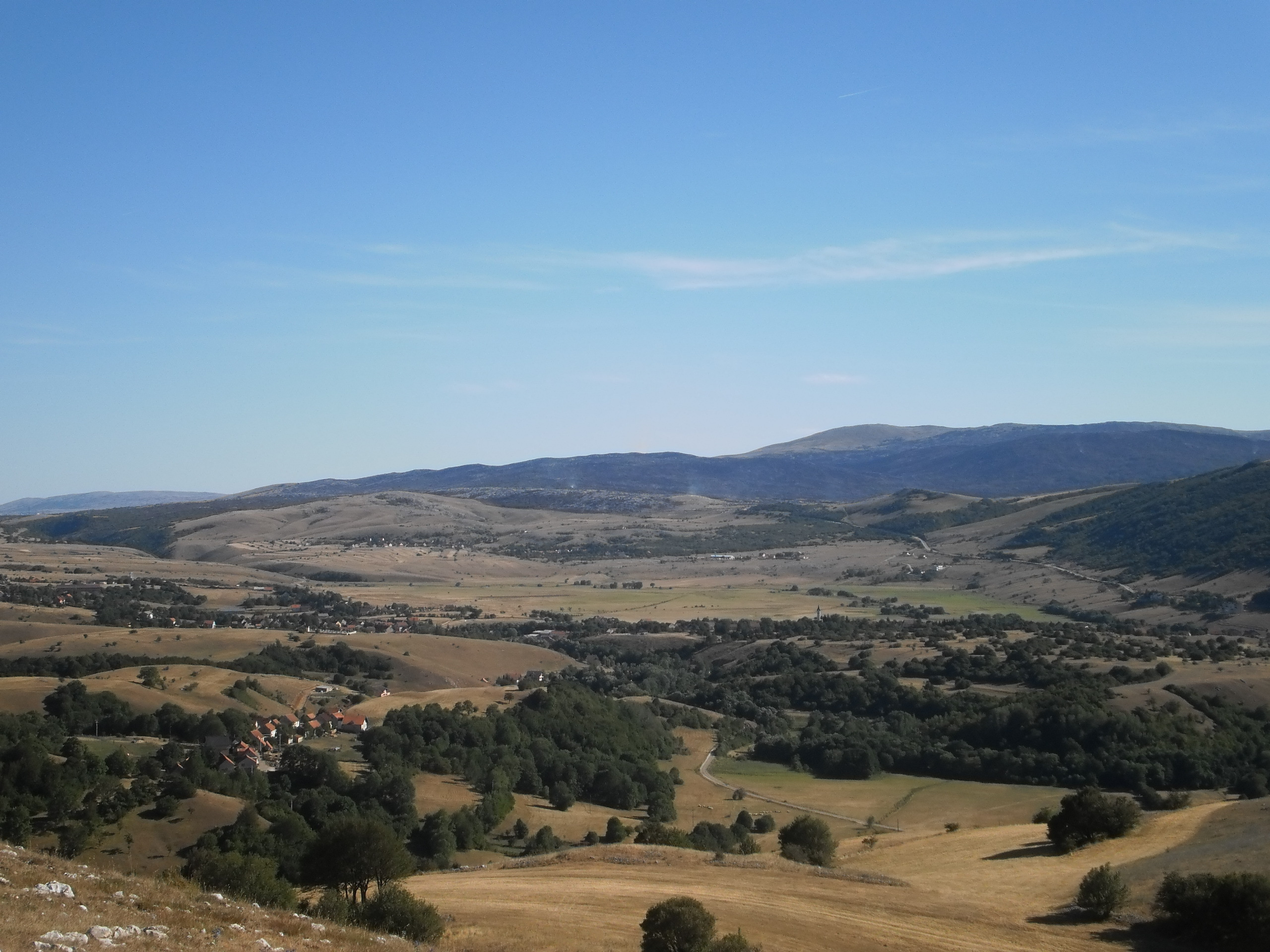
La vallée de la Šuica

## Histoire

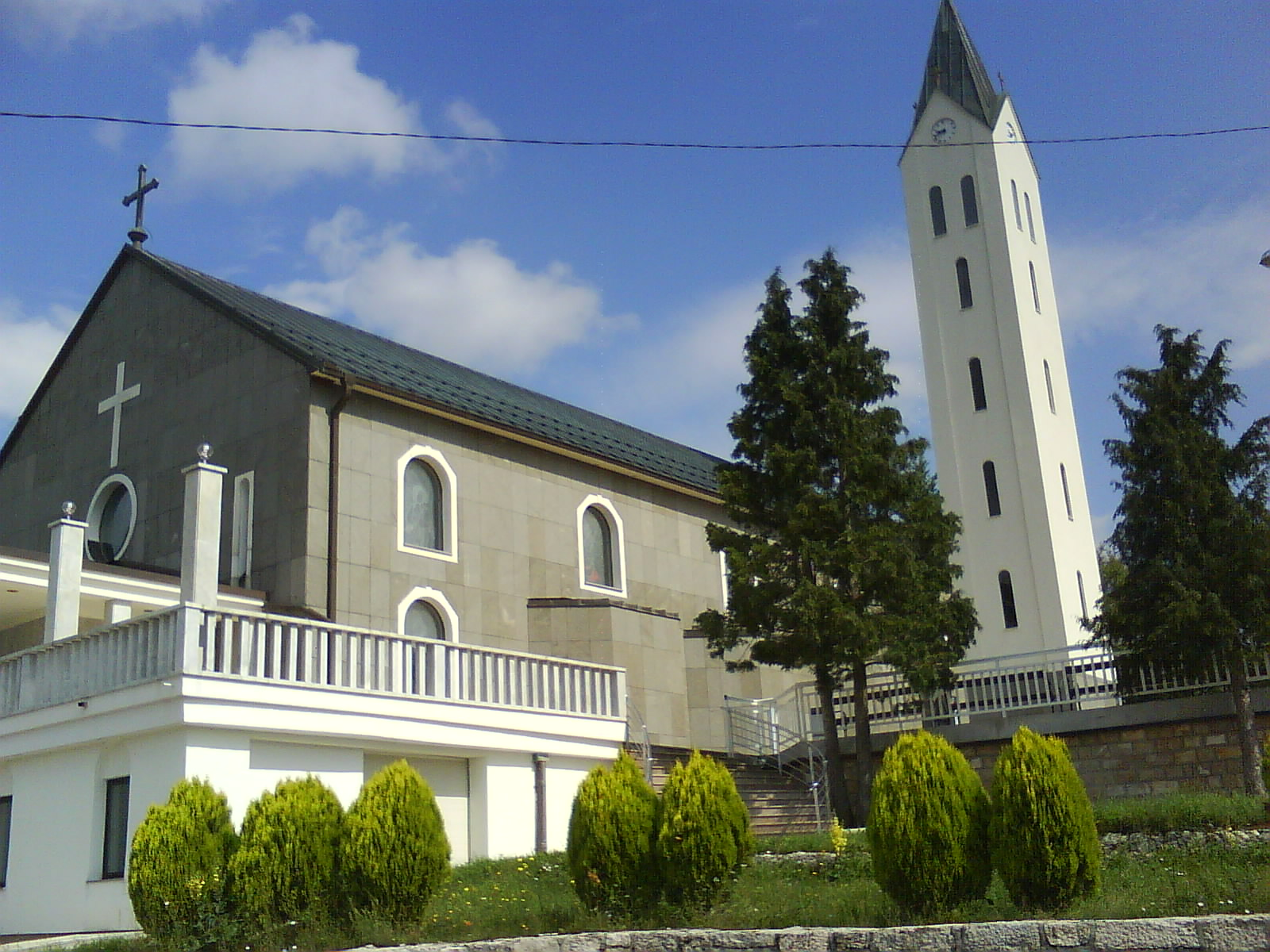
L'église Saint-Antoine de Šuica

## Démographie

### Évolution historique de la population dans la localité
| 1948 | 1953 | 1961  | 1971  | 1981  | 1991  | 2013  |
| ---- | ---- | ----- | ----- | ----- | ----- | ----- |
| -    | -    | 1 297 | 1 502 | 1 481 | 1 446 | 1 876 |

|  |

### Communauté locale
En 1991, la communauté locale de Šuica comptait 2 173 habitants, répartis de la manière suivante :

## Personnalités
- Ivić Pašalić, homme politique croate
- Franjo Nevistić, journaliste, écrivain et homme politique croato-argentin